# Liste der Biografien/Kog
Liste der Biografien |
Portal Biografien |
Personensuche
# |
A |
B |
C |
D |
E |
F |
G |
H |
I |
J |
K |
L |
M |
N |
O |
P |
Q |
R |
S |
T |
U |
V |
W |
X |
Y |
Z |
?
 
Ka |
Kb |
Kc |
Kd |
Ke |
Kf |
Kg |
Kh |
Ki |
Kj |
Kl |
Km |
Kn |
Ko |
Kp |
Kr |
Ks |
Kt |
Ku |
Kv |
Kw |
Ky |
Kx |
Kz
 
Koa |
Kob |
Koc |
Kod |
Koe |
Kof |
Kog |
Koh |
Koi |
Koj |
Kok |
Kol |
Kom |
Kon |
Koo |
Kop |
Kor |
Kos |
Kot |
Kou |
Kov |
Kow |
Kox |
Koy |
Koz
Die Liste der Biografien führt alle Personen auf, die in der deutschsprachigen Wikipedia einen Artikel haben. Dieses ist eine Teilliste mit 176 Einträgen von Personen, deren Namen mit den Buchstaben „Kog“ beginnt.

## Kog

### Koga
- Koga Mineichi (1885–1944), japanischer GroßadmiralKoga Mineichi (1885–1944)

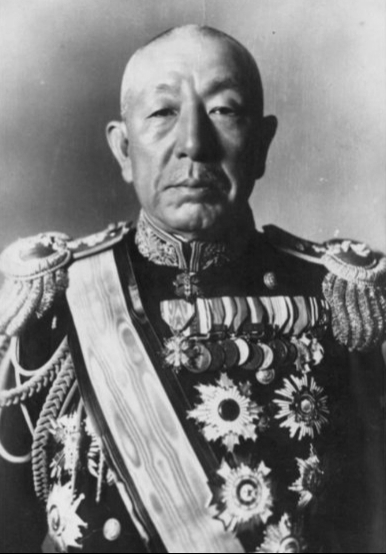
Koga Mineichi (1885–1944)

- Koga, Akira (* 1994), japanischer Badmintonspieler
- Koga, Harue (1895–1933), japanischer Maler im Yōga-Stil
- Koga, Issaku (1899–1982), japanischer Elektroingenieur
- Koga, Jun’ya (* 1987), japanischer Schwimmer
- Koga, Katsushi, japanischer Badmintonspieler
- Koga, Kazunari (* 1972), japanischer Fußballspieler
- Koga, Keitarō (* 1991), japanischer Fußballspieler
- Koga, Makoto (* 1940), japanischer Politiker
- Koga, Masahiro (* 1978), japanischer Fußballspieler
- Koga, Masao (1904–1978), japanischer Komponist
- Koga, Masato (* 1970), japanischer Fußballspieler
- Koga, Nobuaki (* 1952), japanischer Gewerkschafter
- Koga, Satoshi (* 1970), japanischer Fußballspieler
- Koga, Seiji (* 1979), japanischer Fußballspieler
- Koga, Seiri (1750–1817), japanischer Konfuzianist
- Koga, Shuntarō (* 1998), japanischer Fußballspieler
- Koga, Tadao (1903–1979), japanischer Bildhauer der Shōwa-Zeit
- Koga, Taiyō (* 1998), japanischer Fußballspieler
- Koga, Takahiro (* 1999), japanischer Fußballspieler
- Koga, Takuma (* 1969), japanischer Fußballspieler
- Koga, Tatsushirō (1856–1918), japanischer Unternehmer
- Koga, Tōko (* 2006), japanische Fußballspielerin
- Koga, Toshihiko (1967–2021), japanischer Judoka
- Koga, Wakana (* 2001), japanische Judoka
- Koga, Yūta (* 1999), japanischer Leichtathlet
- Kogake, Teruji (1932–2010), japanischer Dreispringer
- Kogălniceanu, Mihail (1817–1891), rumänischer Politiker, Historiker und PublizistMihail Kogălniceanu (1817–1891)

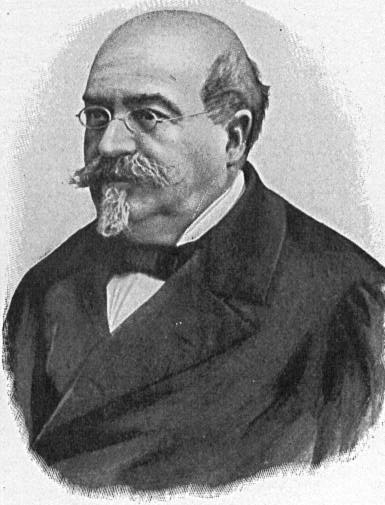
Mihail Kogălniceanu (1817–1891)

- Kogan Kogan, Gastón (1918–1997), costa-ricanischer Unternehmer und Diplomat
- Kogan, Boris (1940–1993), sowjetisch-US-amerikanischer Schachspieler und -trainer
- Kogan, Boris Jakowlewitsch (1914–2012), sowjetisch-US-amerikanischer Physiker
- Kogan, Claude (1919–1959), französische Bergsteigerin
- Kogan, Dmitri Pawlowitsch (1978–2017), russischer Geiger und Verdienter Künstler der Russischen Föderation
- Kogan, Florian (* 1981), deutscher Schauspieler
- Kogan, Greg (1947–2019), US-amerikanischer Jazzmusiker (Piano, Keyboard, Orgel)
- Kogan, Grigori Michailowitsch (1901–1979), sowjetischer klassischer Pianist, Musikwissenschaftler und Musikpädagoge
- Kogan, Ilany (* 1946), israelische Psychotherapeutin und Autorin
- Kogan, Irena (* 1973), israelische Soziologin
- Kogan, Lasar Iossifowitsch (1889–1939), sowjetischer Funktionär (Geheimpolizei Tscheka), Cheforganisator des Gulag (1930–1932)
- Kogan, Leonid Borissowitsch (1924–1982), ukrainischer Musiker, Violinvirtuose
- Kogan, Moissey (1879–1943), russischer Bildhauer und Graphiker
- Kogan, Nina (1889–1942), russische Malerin
- Kogan, Nina Leonidowna (* 1954), russische klassische Pianistin
- Kogan, Pawel Leonidowitsch (* 1952), russischer Dirigent
- Kogan, Pjotr Semjonowitsch (1872–1932), russischer Philologe, Übersetzer, Literaturkritiker und Hochschullehrer
- Kogan, Wiktor Alexandrowitsch (1936–2014), russisch-sowjetischer Chemiker, Doktor der chemischen Wissenschaften, Professor
- Koganei, Yoshikiyo (1859–1944), japanischer Mediziner und Anthropologe
- Koganowsky, Jakob (1874–1926), österreichischer Maler
- Kogarko, Lija Nikolajewna (* 1936), sowjetische bzw. russische Geochemikerin und Petrologin
- Kogawa, Joy (* 1935), kanadische Schriftstellerin
- Kogawa, Jun’ichi (* 1972), japanischer nordischer Kombinierer

### Koge
- Koge-Donbo (* 1976), japanische Manga-Zeichnerin
- Kögeböhn, Lisa (* 1984), deutsche Literaturübersetzerin
- Kögel, Christian (* 1967), deutscher Jazzmusiker (Gitarre, Oud, Komposition)
- Kogel, Eva Marie (* 1983), deutsche Journalistin
- Kogel, Fred (* 1960), deutscher Medienmanager und Fernsehproduzent sowie ehemaliger Fernsehmoderator
- Kögel, Friedrich Gustav (1860–1947), deutsch-amerikanischer Globetrotter
- Kögel, Gottfried (1858–1918), deutscher Verwaltungsjurist und Schriftsteller
- Kögel, Hans (* 1897), deutscher Politiker (LDPD), MdL Sachsen-Anhalt
- Kögel, Heinz (1916–1973), deutscher Schauspieler und Regisseur
- Kogel, Jörg-Dieter (* 1950), deutscher Journalist und Rundfunkredakteur
- Kögel, Julius (1871–1928), deutscher evangelischer Theologe und Hochschullehrer
- Kögel, Jürgen (* 1958), deutscher Politiker (AfD)
- Kögel, Karl (1917–1945), deutscher Eishockeyspieler
- Kogel, Karl-Heinz (* 1956), deutscher Pflanzenbiotechnologe
- Kögel, Karlheinz (* 1946), deutscher Medien- und TouristikunternehmerKarlheinz Kögel (* 1946)

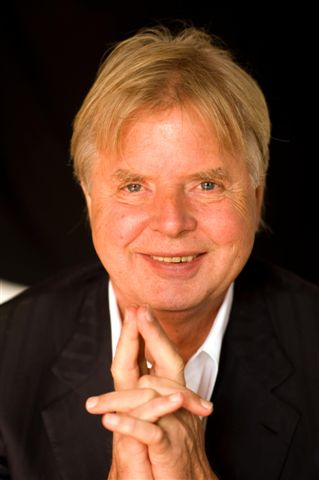
Karlheinz Kögel (* 1946)

- Kögel, Kristin (* 1999), deutsche Fußballspielerin
- Kogel, Leon de (* 1991), niederländischer Fußballspieler
- Kögel, Linda (1861–1940), deutsche Freskenmalerin und Radiererin
- Kögel, Max (1860–1925), deutscher Hoffotograf mit Sitz in Heidelberg
- Kögel, Rudolf (1829–1896), deutscher evangelischer Theologe, Kanzelredner und Kirchenlieddichter
- Kogel, Waltraud (* 1923), deutsche Schauspielerin
- Kögel-Knabner, Ingrid (* 1958), deutsche Bodenkundlerin
- Kogeldans, Ruben (1967–1989), niederländisch-surinamischer Fußballspieler
- Kogelnik, Herwig (* 1932), US-amerikanischer Physiker
- Kogelnik, Kiki (1935–1997), österreichische Künstlerin
- Kōgen (273 v. Chr.–158 v. Chr.), 8. Tennō von Japan (214 v. Chr.–158 v. Chr.)
- Kogen, Jay (* 1963), US-amerikanischer Drehbuchautor und Produzent
- Kóger, Dániel (* 1989), ungarischer Eishockeyspieler
- Kogerer, Heinrich von (1887–1958), österreichischer Psychiater und Neurologe
- Kogerman, Paul (1891–1951), estnischer Chemiker
- Kogert, Wolfgang (* 1980), österreichischer Organist

### Kogg
- Kogge, Imogen (* 1957), deutsche Schauspielerin und Hörspielsprecherin
- Kogge, Malte-Till (1924–2002), deutscher Journalist
- Kogge, Peter (* 1946), US-amerikanischer Computer-Architekt
- Kogge, Werner (1887–1973), deutscher Verwaltungsjurist und Landrat
- Koggel, Hans-Josef (* 1937), deutscher Politiker (CDU), MdL Rheinland-Pfalz

### Kogi
- Kogiku, Akio (* 1975), japanischer Fußballtrainer

### Kogl
- Kögl, Benedikt (1892–1973), deutscher Maler
- Kögl, Ferdinand (1890–1956), österreichischer Musiker und Schriftsteller
- Kögl, Fritz (1897–1959), deutscher Chemiker und Universitätsprofessor
- Kögl, Gabriele (* 1960), österreichische Schriftstellerin
- Kögl, Helmar (1944–2010), österreichischer Historiker
- Kögl, Herbert (* 1966), österreichischer Naturbahnrodler
- Kögl, Johann (1873–1947), österreichischer Politiker (SDAP), Landtagsabgeordneter im Burgenland
- Kögl, Josef (1890–1968), deutscher Architekt
- Kögl, Karl (1653–1700), römisch-katholischer Geistlicher
- Kögl, Ludwig (* 1966), deutscher Fußballspieler
- Kögl, Marc (* 2003), österreichischer Fußballspieler
- Kögl, Michael (* 1991), österreichischer Politiker der SPÖ
- Koglbauer, Philipp (* 1995), österreichischer Fußballspieler
- Köglberger, Helmut (1946–2018), österreichischer Fußballspieler und Fußballtrainer
- Kogler, Alexander (* 1998), österreichischer Fußballspieler
- Kögler, Andreas (1878–1956), österreichischer Bildhauer
- Kogler, Anton († 1729), oberbayerischer Baumeister
- Kogler, Anton (* 1939), österreichischer Skilangläufer
- Kogler, Anton (* 1961), österreichischer Politiker (FPÖ), Landtagsabgeordneter
- Kogler, Armin (* 1959), österreichischer SkispringerArmin Kogler (* 1959)

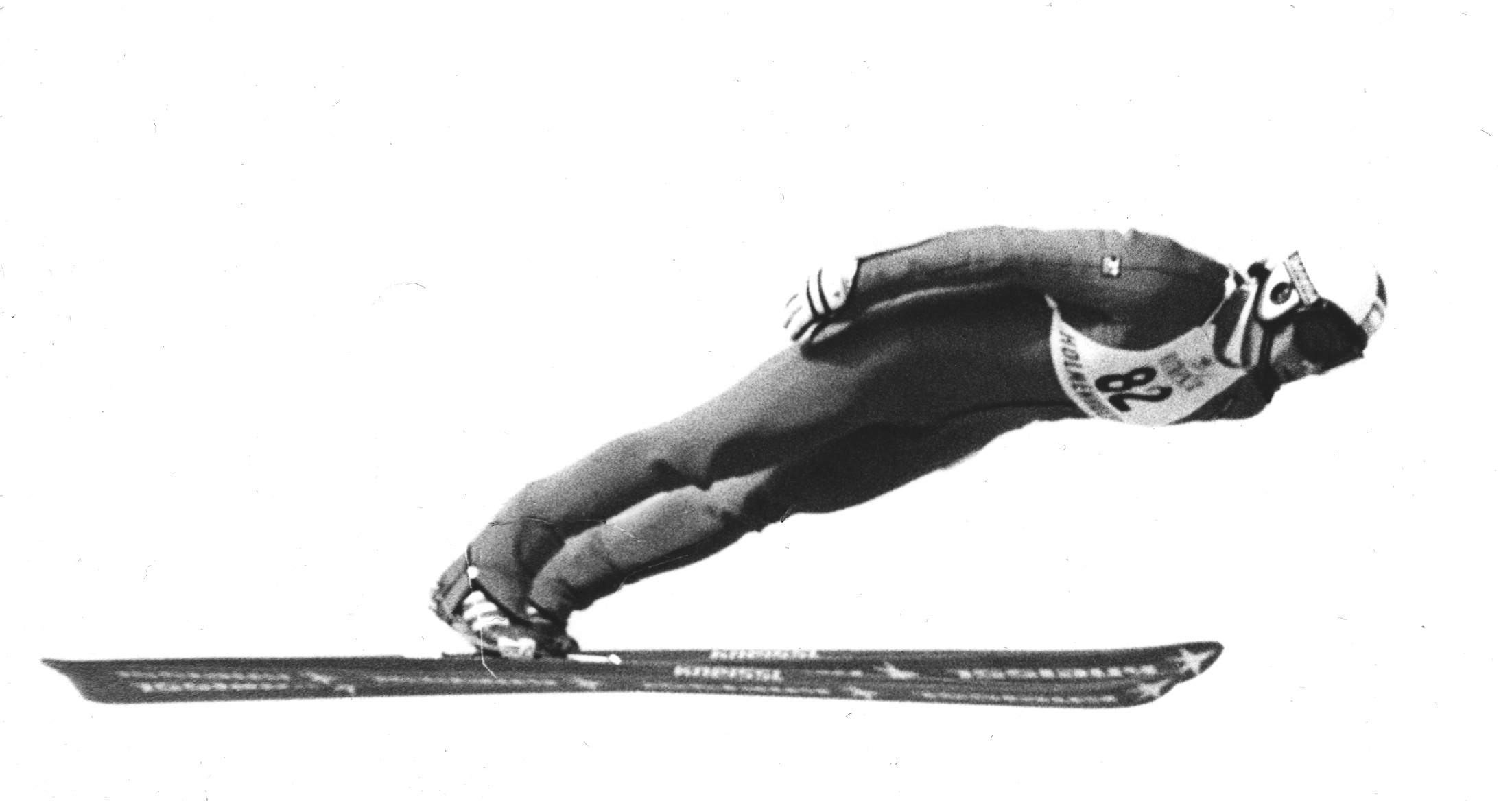
Armin Kogler (* 1959)

- Kögler, Brigitta (* 1944), deutsche Juristin und Politikerin (DA), MdV
- Kogler, Daniel (* 1988), österreichischer Fußballspieler
- Kögler, David (* 1993), österreichischer Skibergsteiger und Bergsportler
- Kögler, Eberhard (* 1947), deutscher Fußballspieler
- Kogler, Ernst (1935–2009), österreichischer Politiker (SPÖ), Landtagsabgeordneter im Burgenland
- Kogler, Ferdinand (1872–1944), österreichischer Rechtshistoriker
- Kögler, Franz (1882–1939), deutscher Bauingenieur und Hochschullehrer
- Kogler, Hans (1642–1702), deutscher Maurer und Baumeister
- Kögler, Hans-Herbert (* 1960), deutscher Philosoph und Gesellschaftstheoretiker
- Kögler, Ignaz (1680–1746), deutscher Jesuit und Missionar
- Kögler, Ilse (* 1952), österreichische katholische Theologin, Religionspädagogin und Hochschullehrerin
- Kogler, Johann (* 1968), österreichischer Fußballspieler
- Kögler, Joseph (1765–1817), deutscher Heimatforscher und römisch-katholischer Geistlicher
- Kogler, Jürgen (* 1977), österreichischer Basketballspieler
- Kögler, Karl (1918–2001), österreichischer Komponist und Lehrer
- Kögler, Kaspar (1838–1923), deutscher Maler und Schriftsteller
- Kögler, Konrad (* 1941), deutscher Altphilologe, Germanist und Heimatforscher
- Kogler, Konrad (* 1964), österreichischer Polizist, Generaldirektor für die öffentliche Sicherheit
- Kogler, Leopold (* 1952), österreichischer Maler, Grafiker und Kunstpädagoge
- Kogler, Marian (* 1991), österreichischer Informatiker
- Kogler, Melanie (* 1985), österreichische Schauspielerin
- Kogler, Michael (1763–1844), österreichischer Stempelschneider und Graveur
- Kögler, Michael (* 1964), österreichischer Fernsehjournalist
- Kogler, Patrick (* 1987), österreichischer Fußballspieler und -trainer
- Kogler, Peter (* 1959), österreichischer Multimediakünstler
- Kögler, Rudolf (1899–1949), böhmischer Geologe, Begründer des ersten Naturlehrpfades in Böhmen
- Kogler, Sabine (* 1983), österreichische Naturbahnrodlerin
- Kogler, Stefan (* 1981), deutscher Skirennläufer
- Kögler, Sylvia (* 1971), österreichische Politikerin (SPÖ), Landtagsabgeordnete
- Kögler, Udo-Willi (* 1942), deutscher Ingenieur
- Kogler, Walter (* 1967), österreichischer Fußballspieler
- Kogler, Werner (* 1961), österreichischer Volkswirt und Politiker (Grüne), Abgeordneter zum NationalratWerner Kogler (* 1961)

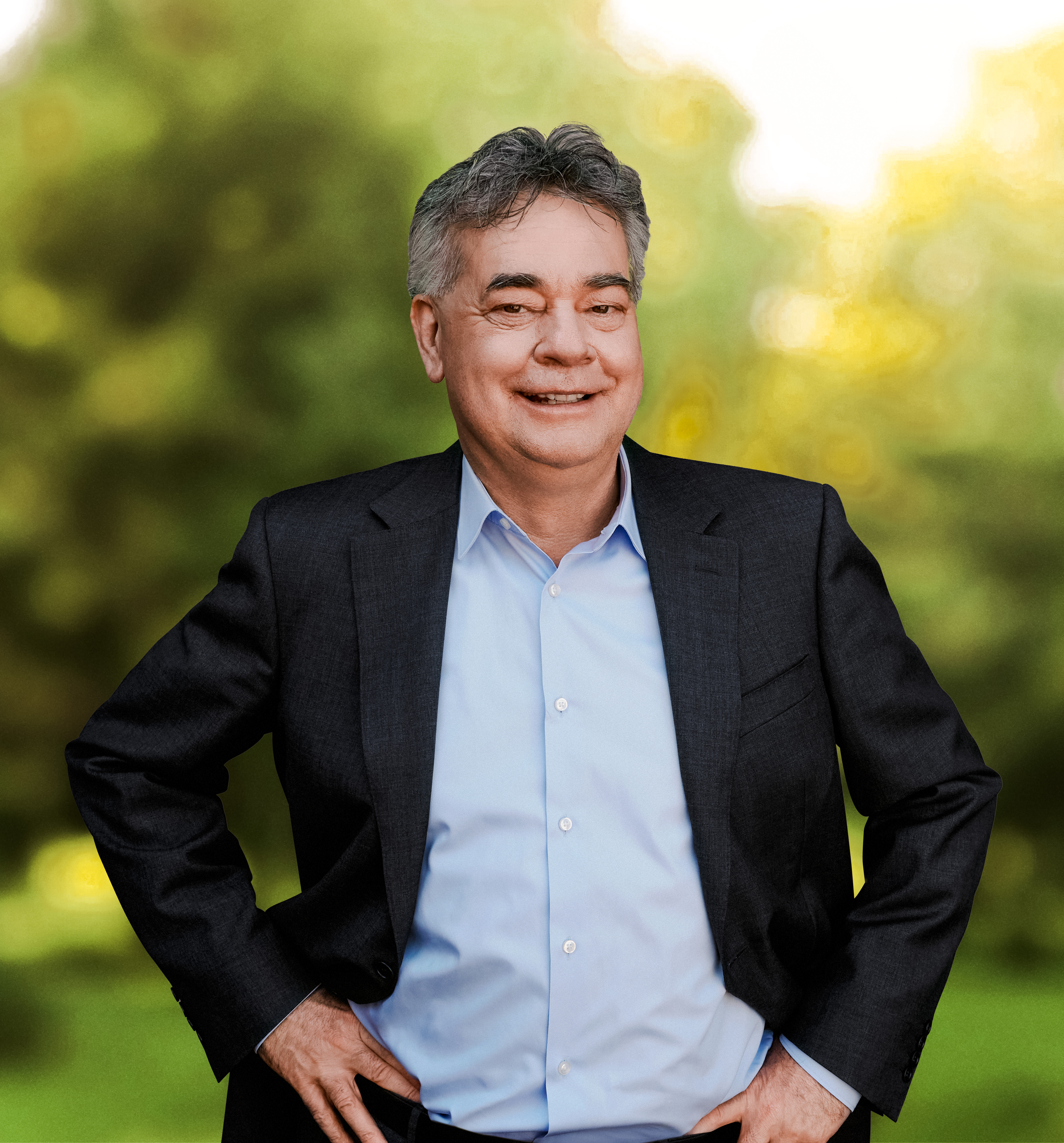
Werner Kogler (* 1961)

- Koglin, Brian (* 1997), deutscher Fußballspieler
- Koglin, Klaus, Leiter Technologie-Entwicklung bei der Audi AG, Ingolstadt
- Koglin, Michael (* 1955), deutscher Schriftsteller und Journalist
- Koglin, Mike, deutscher DJ
- Koglin, Ulrich (* 1963), deutscher Journalist
- Köglmaier, Max (1902–1972), deutscher NS-Funktionär und SA-Führer
- Koglmann, Franz (* 1947), österreichischer Jazzmusiker und Komponist
- Köglsperger, Karl (1899–1980), deutscher Politiker (SPD), MdL
- Köglsperger, Philipp (1673–1730), Baumeister in München
- Köglsperger, Philipp Jakob (* 1707), Baumeister in München
- Köglsperger, Wilhelm (1887–1972), deutscher Kunstschreiner, Restaurator und Holzbildhauer

### Kogm
- Kogman-Appel, Katrin (* 1958), österreichische Kunsthistorikerin und Judaistin

### Kogo
- Kogo, Benjamin (1944–2022), kenianischer Leichtathlet
- Kogo, Micah (* 1986), kenianischer Langstreckenläufer
- Kogo, Paul Kipkemei (* 1983), kenianischer Marathonläufer
- Kogoj, Marij (1892–1956), jugoslawischer Komponist
- Kōgon (1313–1364), japanischer Kaiser
- Kogon, Eugen (1903–1987), deutscher Publizist, Soziologe und PolitikwissenschaftlerEugen Kogon (1903–1987)

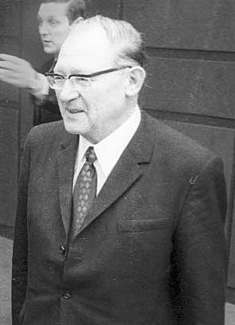
Eugen Kogon (1903–1987)

- Kogonada, US-amerikanischer Filmkritiker und Filmemacher südkoreanischer Abstammung
- Kogovsek, Andrés (* 1974), argentinischer Handballspieler
- Kogovsek, Raymond P. (1941–2017), US-amerikanischer Politiker

### Kogu
- Koguaschwili, Gogi Murmanowitsch (* 1969), sowjetischer bzw. russischer Ringer
- Kogure, Daiki (* 1994), japanischer Fußballspieler
- Kogure, Fumiya (* 1989), japanischer Fußballspieler
- Kogure, Rie (* 1984), japanische Filmschauspielerin
- Kogure, Takashi (* 1980), japanischer Rennfahrer
- Kogut, Adam (1895–1940), polnischer Fußballspieler
- Kogut, Andrej (* 1988), deutscher Handballspieler und -trainer
- Kogut, Bruce, US-amerikanischer Soziologe und Wirtschaftswissenschaftler
- Kogut, John (* 1945), US-amerikanischer Physiker
- Kogut, Marat (* 1979), US-amerikanischer Basketballschiedsrichter ukrainischer Abstammung
- Kogut, Oded (* 2001), israelischer Radrennfahrer
- Kogut, Paul (* 1966), US-amerikanischer Jazzgitarrist und Musikpädagoge
- Kogut-Kubiak, Alexia (* 1988), französische Leichtathletin
- Kogutowicz, Karl von (1853–1941), k.k. Feldmarschallleutnant

### Kogy
- Kōgyoku (594–661), 35. und 37. Tennō von Japan (642–645 bzw. 655–661)Kōgyoku (594–661)

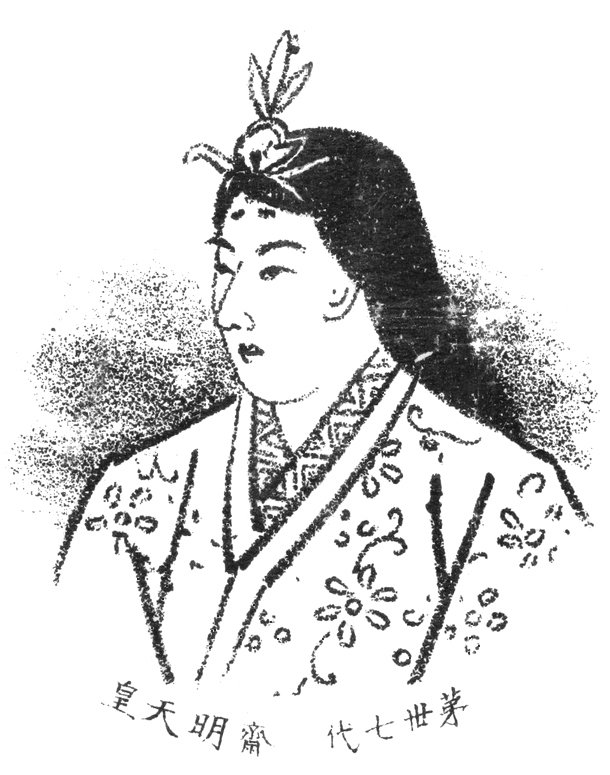
Kōgyoku (594–661)